# Club der polnischen Versager

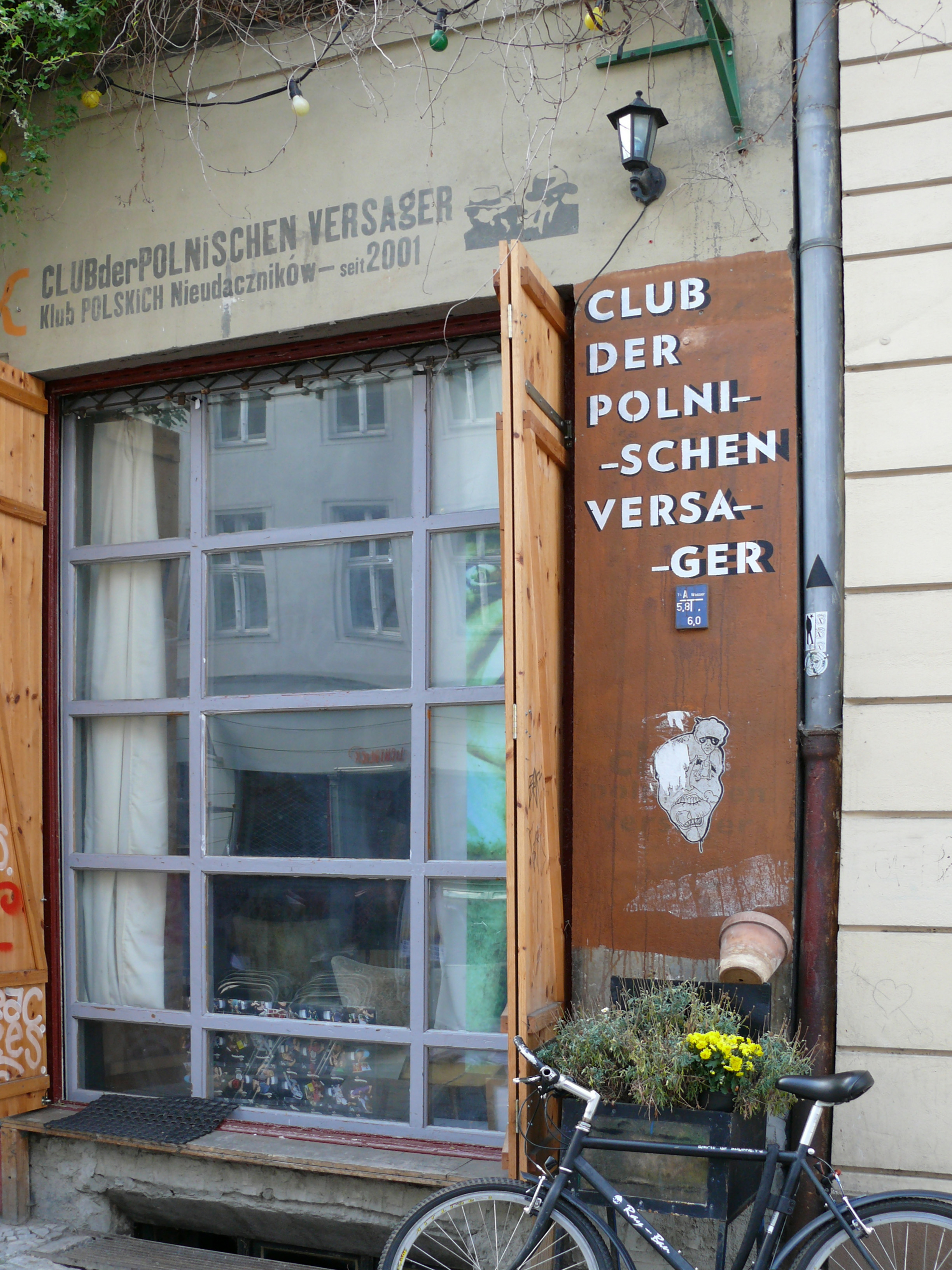
Club der Polnischen Versager

Der Club der polnischen Versager (polnisch Klub Polskich Nieudaczników) ist eine Institution des deutsch-polnischen Kulturaustauschs in Berlin.

## Geschichte
1994 verfasste Leszek Oświęcimski das ironische Kleine Manifest der polnischen Versager, das sieben Jahre später dem Club seinen Namen gab:

„Unseresgleichen gibt es nicht viele in der Stadt. Ein paar nur, vielleicht einige zehn. Der Rest, das sind Menschen des Erfolgs, kühle und kaltblütige Spezialisten – was immer sie auch tun, das tun sie bestens.

Wir – die Schwachen, weniger Begabten, können kaum etwas erwirken; die Milch versuchen wir in der Apotheke zu kaufen und beim Friseur ein halbes Kilo Käse. Autos hupen uns an, wir stolpern auf dem geraden Wege, immer wieder treten wir in die Hundescheiße, bloß es will und will uns kein Glück bringen.
Wir lassen den Terror der Vollkommenheit jener Anderen über uns ergehen. Ihre Gegenwart schüchtert uns ein. Denen ist es nur recht so, denn sie leben in der Angst, das Schaffensmonopol, das sie für sich reklamieren, zu verlieren.

Wir sind geneigt ihren Vorrang anzuerkennen, dennoch wollen wir Schöpfer bleiben und zwar nach unseren Möglichkeiten, auf einem niedrigeren Niveau.

Demiurg verehrte die ausgesuchte, vollkommene und komplizierte Materie, wir bevorzugen den Schund.“

Der Club der polnischen Versager ging aus einem Stammtisch in Berlin lebender polnischer Künstler hervor und wurde am 1. September 2001 in der Torstraße 66 im Stadtteil Mitte vom Bund der polnischen Versager – Polenmarkt e. V. eröffnet. Den Bund gründeten Piotr Mordel und Leszek Oświęcimski. Dann schlossen sich Wojciech Stamm, Joanna Bednarska, Tomasz Sosiński und Adam Gusowski an – alle kamen in den 1980er Jahren aus Polen. Die im Club tätigen Mitglieder agieren ehrenamtlich. Sie sind in ihren Berufen außerhalb des Clubs aktiv.
Seit seiner Gründung stellt sich der Club programmatisch, in Hinblick auf die Ausstattung und mit seinem Namen gegen die Kultur des Erfolgs. Stattdessen stellt man das Scheitern mit seinen verschiedenen Aspekten als erstrebenswertes Ziel dar. Im polnischen Wort nieudacznik findet sich nicht allein der Versager, sondern auch der Rastlose.
Auf dem Programm des Clubs stehen Konzerte, Lesungen, Ausstellungen und Vorführungen polnischer sowie anderer ostmitteleuropäischer Filme. Weitere Aktivitäten der Betreiber Adam Gusowski und Piotr Mordel sind die Leutnant-Show bei Radio Multikulti des RBB, die 2008 durch die Gala Keine Angst vor den Polen – Sie wollen nur spielen im Sendesaal der ARD-Anstalt bekrönt wurde oder Die Ostseeerweiterung, eine filmische Selbstdarstellung des Clubs.
Der Club erlangte durch seinen provokanten Namen schnell Bekanntheit und Erwähnung in bundesweiten Massenmedien. Seit 2007 befindet sich der Club in der Ackerstraße 169. Zum Club gehört darüber hinaus auch der Versager-Verlag, in dem die Erzählung Club der polnischen Wurstmenschen von Leszek Oświęcimski erschienen ist.
Der im Dezember 2016 von der ARD gesendete deutsch-österreichische Fernsehfilm Seit Du da bist verwendet den Namen des Clubs nach Ansicht der Betreiber missbräuchlich, weshalb nach eigener Auskunft Klage gegen die ARD eingereicht wurde.
Am 9. Mai 2017 wurde dem Club der polnischen Versager e. V. der jährliche Europapreis „Blauer Bär“ verliehen. Der von der Berliner Senatsverwaltung für Kultur und Europa und der Vertretung der Europäischen Kommission in Deutschland gestiftete Preis würdigt beispielhafte Berliner Initiativen, Vereine, Projekte und Einzelpersonen, die mit ihrem zivilgesellschaftlichen Engagement zum Zusammenwachsen Europas und seiner Menschen beitragen und sich für die gemeinsamen europäischen Werte einsetzen. Dazu Adam Gusowski: „Der erhaltene Preis gilt für uns als Vertrauenskredit, den wir zurückzahlen möchten, der uns zur Schaffung weiterer europäischer Projekte ermuntert“.
Im Januar 2018 wurde bekannt, dass im Kreise des Clubs der Polnischen Versager beschlossen wurde, eine politische Partei mit dem Namen Polnische Partei Deutschlands (PPD) zu gründen, die proeuropäisch und antipopulistisch ausgerichtet sein und mit Humor und Satire demokratisches Denken voranbringen soll. Die PPD will sich im Wesentlichen um die Politik in Deutschland kümmern, auch wenn den Parteigründern die aktuelle Spaltung der polnischen Gesellschaft besondere Sorgen macht.